# Kreuzkar Spitze
Kreuzkar Spitze är en bergstopp i Österrike.   Den ligger i distriktet Reutte och förbundslandet Tyrolen, i den västra delen av landet, 500 km väster om huvudstaden Wien. Toppen på Kreuzkar Spitze är 2 587 meter över havet, eller 181 meter över den omgivande terrängen. Bredden vid basen är 0,92 km.
Terrängen runt Kreuzkar Spitze är huvudsakligen bergig. Runt Kreuzkar Spitze är det ganska glesbefolkat, med 26 invånare per kvadratkilometer.. Närmaste större samhälle är Tannheim, 19,0 km norr om Kreuzkar Spitze. 
I omgivningarna runt Kreuzkar Spitze växer i huvudsak barrskog.